# Heodes banksi
Heodes banksi är en fjärilsart som beskrevs av Watson och Comstock 1920. Heodes banksi ingår i släktet Heodes och familjen juvelvingar. Inga underarter finns listade i Catalogue of Life.